# FK Šumadija 1903
Maillots
Dernière mise à jour : 30 avril 2022.
Le Fudbalski Klub Šumadija 1903 Kragujevac (en serbe : Фудбалски Клуб Шумадија 1903 Крагуевац), plus couramment abrégé en FK Šumadija 1903, est un club serbe de football fondé en 1903 et basé dans la ville de Kragujevac.
Il est l'un des clubs les plus vieux du pays. Il évolue en 2022 en Championnat de Serbie de D3.

## Biographie
Le club de football Šumadija est fondé officiellement le 14 septembre 1903 à Kragujevac par Danilo Stojanović, un des pionniers du football en Serbie surnommé Čika Dača, de retour d'Allemagne. Le club dispute avec le SK Soko, qu'il rencontre pour la première fois en 1905, le titre de plus vieux club du pays. Son premier match l'oppose au FK Bačka, un club de Subotica, alors en Autriche-Hongrie. En 1911, un sévère défaite face au BSK (8-1), le club que Čika Dača vient de fonder à Belgrade, est proche de mettre fin aux activités du club mais l'ancien joueur-fondateur parvient à convaincre ses anciens coéquipiers de poursuivre l'activité du club.
Le football connait dans les années 1920 et 1930 un développement important en Yougoslavie. Šumadija évolue en championnat régional de Kragujevac, où il obtient des résultats honorables, et organise un certain nombre de matchs de gala, à domicile et à l'étranger. À partir de 1923, il doit faire avec la concurrence locale du FK Radnički 1923, un club d'obédience communiste, alors que le FK Šumadija se veut plutôt fidèle à la royauté.
Les nombreux morts parmi les membres du club engagés auprès de l'Armée yougoslave de la patrie (les Tchetniks) pendant la Seconde Guerre mondiale mettent à mal le club. Avec la prise du pouvoir du communiste Tito, le Radnički est privilégié. Šumadija fusionne en 1954 avec le FK Mladi Radnik (en), développant un temps leurs activités omnisports en commun. La section football n'a pas dépassé depuis le 3e niveau du championnat national.

## Personnalités du club

### Présidents du club
- Nenad Vasiljević

### Entraîneurs du club
- Slobodan Stašević
- Radojica Despotović

### Anciens joueurs du club
- Danilo Stojanović